# Urotrichus
Urotrichus és un gènere de mamífers de la família dels tàlpids. L'única espècie vivent del gènere, el talp musaranya gros japonès, és endèmic del Japó, però també conté dues espècies prehistòriques que visqueren a Eslovàquia i Alemanya (U. dolichochir) i Àustria (U. giganteus) durant el Miocè.